# 東エルサレム
東エルサレム（ひがしエルサレム、アラビア語: القدس الشرقية, ヘブライ語: מזרח ירושלים）は、現代のエルサレム東部の地区名。1949年以前のエルサレム市域の20%を占め、ユダヤ教、イスラム教、キリスト教の聖地でもある旧市街を含む。ただし、現在の「東エルサレム」は1967年に周囲の28の自治体を編入しているため、1949年以前とは範囲が異なる。
パレスチナ国（パレスチナ自治政府）は東エルサレムを首都とみなしているが、1967年の第三次中東戦争でイスラエル国防軍が占領し、現状はイスラエルが実効支配している。パレスチナ国の2017年国勢調査によると、人口は約28万人。

## 概要
エルサレムの旧市街は東エルサレムにあり、旧市街はアブラハムの宗教（ユダヤ教、キリスト教、イスラム教）の聖地として国際的に知られている。

## 歴史
東エルサレムが「成立」したのは、1949年の第一次中東戦争の休戦協定により、エルサレムをイスラエルとヨルダンが1949年停戦ライン（グリーンライン）で東西に分割統治したことに始まる。イスラエルは西エルサレムを含んだ地域を、ヨルダンは旧市街を含めた東エルサレムを含めたヨルダン川西岸地域（現在のヨルダン川西岸地区）を統治することとなった。
しかし1967年、第三次中東戦争におけるイスラエルによるヨルダン川西岸地区の占領に伴い、東エルサレムもイスラエルが占領し、周囲の28の地方自治体と共に西エルサレムに統一・編入した。このイスラエルの東エルサレム併合は現在に至るまで、国際的には認められていない。
この際、アラブ人（パレスチナ人）住民は、イスラエルによって「居住権」を有する在住外国人としての扱いで、在住を認められた。しかし、イスラエルは戦略的に非ユダヤ人人口をエルサレム全体の3割以下に抑える方針を示しており、非ユダヤ人に対しては、建造物建設許可率をユダヤ人より低く抑える、「居住権」剥奪によるエルサレムからの物理的追放などの民族浄化政策が行われている。
ヨルダン川西岸地区やガザ地区をイスラエルが支配するべきだと主張するシオニストは、イスラエルが占領した6月5日を「エルサレムの日」として祝い、示威活動などを行なっている。
ヨルダンは1994年に締結したイスラエル・ヨルダン平和条約で、東エルサレムを含むヨルダン川西岸地区の領有を放棄した。しかし、パレスチナ自治政府は東エルサレムを独立後の首都とみなしている。
中東の衛星放送「アルジャジーラ」の報道によれば、2008年のイスラエルの首相エフード・オルメルトとパレスチナ自治政府のマフムード・アッバース議長の秘密交渉の中でパレスチナ側が、同地域のハル・ホマ地区を除く全入植地をイスラエル側に譲渡する大幅な譲歩案を示していた経緯が明らかにされている。
2023年1月28日、ネヴェ・ヤーコフ地区のシナゴーグで銃撃事件が発生。7人が死亡、3人が重軽傷を負った。犯人はパレスチナ人男性で、イスラエル当局により「無効化」された。

## ユダヤ人入植地をめぐる訴訟
21世紀に入る前後から、イスラエルの入植者団体アテレト・コハニム、ナハラト・シモンは、アラブ人（パレスチナ人）住民の土地買収を進めており、応じない住民の立ち退き請求訴訟を起こしたり、所有権を主張して強引に居座ったりする行動を起こした。アテレト・コハニムらは、主張の根拠を1948年以前のユダヤ人の土地を取り返す目的としている（イスラエルの法律では、ユダヤ人に限り1948年以前の財産を取り戻す行為を認めている）。
アテレト・コハニムらの訴訟戦術は、いくつかの敗訴はあるが総体として成果を上げつつある。2020年10月22日、エルサレムのイスラエル連邦判事裁判所は、24人のパレスチナ人住民のうち、12人の退去と、ユダヤ人入植者への明け渡し、さらに入植費用7000新シェケル（約226万円）の負担を命じた。また11月26日、エルサレム地方裁判所は、東エルサレムのパレスチナ人住民87人の立ち退きを命じた。国連人道問題調整事務所（OHCHR）の報告によると、2021年1月11日時点、877人（子供391人を含む）が立ち退きの危機にさらされている。国連特別報告者のマイケル・リンクは、イスラエルの裁判所によるパレスチナ人住民立ち退き命令は、ジュネーヴ第4条約49条の、住民の強制移住の禁止に違反していると批判した。
なお、東エルサレムは歴史的にヨルダン川西岸地区（旧ヨルダン実効支配地域）に含まれてはいるが、政治的・文化的・人道的な重要性からヨルダン川西岸地区とは別個に取り扱われることが多い。一例としてオスロ合意は、他のパレスチナ領域と別個の問題として東エルサレムを取り扱っている。また、イスラエルは東エルサレムの併合を宣言しているため、イスラエルは東エルサレムをヨルダン川西岸地区の一部としては考えていない。

## 社会・文化
東エルサレムは、主にパレスチナ人が居住しており、交通機関などもパレスチナ人特有のアラブ・バスが運行されている。ユダヤ教のヨム・キプールに該当する日においても、東エルサレムにおいては通常の日常生活が営まれている。

## 人口
- 1997年12月10日：21万209人
- 2007年12月1日：22万5416人
- 2014年7月1日：25万5700人
- 2017年12月1日：28万1163人

## 観光
- 嘆きの壁
- 聖墳墓教会
- 岩のドーム
- アル＝アクサー・モスク
- ダビデの町
- エルサレムの旧市街とその城壁群：1981年に世界文化遺産に登録。扱い上は「ヨルダンの申請」となっている。